# (943) Begonia
(943) Begonia es un asteroide perteneciente al cinturón de asteroides descubierto el 20 de octubre de 1920 por Karl Wilhelm Reinmuth desde el observatorio de Heidelberg-Königstuhl, Alemania.
Está nombrado por la begonia, una planta de la familia de las begoniáceas.